# Chris Thomale
Chris Thomale (* 1982) ist ein deutscher Rechtswissenschaftler.

## Leben
Chris Thomale absolvierte nach dem Abitur 2001 am Gymnasium Neureut in Karlsruhe von 2001 bis 2002 in Goose Bay den Grundwehrdienst bei der Luftwaffe. Er studierte anschließend Rechtswissenschaften und Philosophie von 2002 bis 2003 und von 2005 bis 2006 an der Ruprecht-Karls-Universität Heidelberg, von 2003 bis 2004 am Clare College der University of Cambridge und von 2004 bis 2005 an der Université de Genève, sowie am Institut de hautes études internationales et du développement. Dort erwarb er das Certificat de Droit Transnational (CDT). 
2007 legte er das erste juristische Staatsexamen des Landes Baden-Württemberg ab. 2009 begann er den juristischen Vorbereitungsdienst des Landes Baden-Württemberg am Landgerichtsbezirk Heidelberg mit Wahlstation am Bundesverfassungsgericht. 2011 war er an der Universität Mannheim wissenschaftlicher Assistent am Lehrstuhl für Bürgerliches Recht, Internationales Unternehmensrecht und Europäisches Wirtschaftsrecht. Nach dem zweiten juristischen Staatsexamen des Landes Baden-Württemberg 2011, der Promotion 2011 zum Dr. iur. an der FU Berlin und dem Diplom mit Auszeichnung 2011 an der Haager Akademie für internationales Recht war er von 2011 bis 2013 an der Albert-Ludwigs-Universität Freiburg wissenschaftlicher Assistent am Lehrstuhl für Bürgerliches Recht, Handels- und Wirtschaftsrecht. 2013 erhielt er den Walter-Witzenmann-Preis der Heidelberger Akademie der Wissenschaften. Von 2013 bis 2014 forschte er an der Yale Law School und absolvierte ein LL.M.-Studium in Wirtschaftsrecht. Von 2014 bis 2018 war er akademischer Rat am Institut für ausländisches und internationales Privat- und Wirtschaftsrecht der Universität Heidelberg und Gleichstellungsbeauftragter der Fakultät. Gastdozenturen hatte er 2016 an der Elon Law School und der Universidade Federal Fluminense. Nach der Habilitation 2017 an der Universität Heidelberg erhielt er die Venia Legendi für Bürgerliches Recht, Internationales Privatrecht, Handels- und Gesellschaftsrecht, Zivilprozessrecht, Rechtsphilosophie und Rechtsvergleichung. Er lehrte 2017 als Gastprofessor an der Georgetown School of Law. 2018 hatte er einen Lehrauftrag an der Georg-August-Universität Göttingen. Von 2018 bis 2019 vertrat er den Lehrstuhl für Bürgerliches Recht, Handels- und Gesellschaftsrecht an der Universität Bremen. 
Seit März 2019 ist er Professor für Internationales Unternehmens- und Wirtschaftsrecht am Institut für Unternehmens- und Wirtschaftsrecht der Universität Wien.

## Schriften (Auswahl)
- Leistung als Freiheit. Erfüllungsautonomie im Bereicherungsrecht. Tübingen 2012, ISBN 3-16-151667-2.
- Mietmutterschaft. Eine international-privatrechtliche Kritik. Tübingen 2015, ISBN 3-16-154239-8.
- Der gespaltene Emittent. Ad-hoc-Publizität, Schadenersatz und Wissenszurechnung. Tübingen 2018, ISBN 3-16-156347-6.